# Barry Opdam
Barry Opdam (Leiden, 27 de febrero de 1976) es un exfutbolista neerlandés que jugaba de defensa. 

## Trayectoria
Opdam jugó buena parte de su trayectoria profesional dentro del mismo club, el AZ Alkmaar donde empezó en 1996 y en cuyo equipo estuvo hasta 2008, año en que fue fichado por el Red Bull Salzburg.

## Selección nacional
Ha sido internacional con la selección de fútbol de los Países Bajos en 8 ocasiones en las que ha marcado un gol.

## Clubes
| Temporada | Club | Presencias | Goles | Competición          |
| --------- | ---- | ---------- | ----- | -------------------- |
| 1996/97   | AZ   | 24         | 0     | Eredivisie           |
| 1997/98   | AZ   | 15         | 0     | División Gouden Gids |
| 1998/99   | AZ   | 22         | 0     | Eredivisie           |
| 1999/00   | AZ   | 34         | 5     | Eredivisie           |
| 2000/01   | AZ   | 32         | 2     | Eredivisie           |
| 2001/02   | AZ   | 31         | 1     | Eredivisie           |
| 2002/03   | AZ   | 33         | 0     | Eredivisie           |
| 2003/04   | AZ   | 28         | 1     | Eredivisie           |
| 2004/05   | AZ   | 33         | 2     | Eredivisie           |
| 2005/06   | AZ   | 24         | 0     | Eredivisie           |
| 2006/07   | AZ   | 24         | 1     | Eredivisie           |
| 2007/08   | AZ   | 7          | 0     | Eredivisie           |
| Total     |      | 307        | 12    |                      |

## Palmarés

### Títulos nacionales
| Título     | Club               | País    | Año  |
| ---------- | ------------------ | ------- | ---- |
| Bundesliga | Red Bull Salzburgo | Austria | 2009 |
| Bundesliga | Red Bull Salzburgo | Austria | 2010 |